# مقاطعة بولاسكي (إلينوي)
مقاطعة بولاسكي (بالإنجليزية: Pulaski County)‏ هي إحدى المقاطعات في ولاية إلينوي في الولايات المتحدة الأمريكية.